# Павло Нарбонський
Святий Павло Нарбонський (? — бл. 290) — епископ в Нарбоні, святитель, один з «апостолів галлів». Поставнений в Римі в середині ІІІ ст, ймовірно Папою Римським Фабіаном, під час консульства Деція та Гратуса для християн Галлії після гонінь імператора Деція. Відповідно до хронік, Папа Фабіан вислав сім єпископів з Риму до Галії для проповіді Євангелія: Свв. Гатіана до Тури, Сатурніна до Тулузи, Діонісія до Парижа, Трофима до Арлі, Павло до Нарбонни, Астромуана до Клермона та Марціала до Ліможа.
Про Павла Нарбонського відомо з творів Григорія Турського.
Почитається як православними, так і католиками.
Поминання: православні — 22 березня.